# Saint-Santin
Saint-Santin är en kommun i departementet Aveyron i regionen Occitanien i södra Frankrike. Kommunen ligger  i kantonen Decazeville som ligger i arrondissementet Villefranche-de-Rouergue. År 2022 hade Saint-Santin 517 invånare.

## Befolkningsutveckling
Antalet invånare i kommunen Saint-Santin
Referens: INSEE